# Hurrikan Debby (1982)
Hurrikan Debby war der fünfte und stärkste Sturm der Atlantischen Hurrikansaison 1982. Er dauerte eine Woche und bewegte sich über den Atlantik, wo er Bermuda, Puerto Rico, Nova Scotia und Neufundland streifte. Im Zusammenhang mit Debby wurden keine Opfer oder Sachschäden gemeldet.
Debby bildete sich aus einer tropischen Störung vor der Küste Westafrikas am 3. September. Der Sturm war zunächst klein und undeutlich, wanderte westwärts und bildete am 7. September vermutlich eine Zirkulation, die aber am nächsten Tag verschwand. Die Welle konnte sich am 13. September in der Nähe der Dominikanischen Republik in ein tropisches Tiefdrucksystem entwickeln, das sich am nächsten Tag zu einem tropischen Sturm verstärkte. Debby bewegte sich nach Norden, streifte Bermuda und nahm dann Kurs auf die Seeprovinzen Kanadas. Der Sturm drehte ostwärts ab und erreichte eine Vorwärtsgeschwindigkeit von 95 km/h. Debby wurde am 20. September über den Britischen Inseln von einem kräftigen Sturmsystem absorbiert. Zum Zeitpunkt von Debbys größter Intensität wurden Windgeschwindigkeiten von 215 km/h und ein minimaler zentraler Luftdruck von 950 hPa (mbar) festgestellt.

## Sturmverlauf

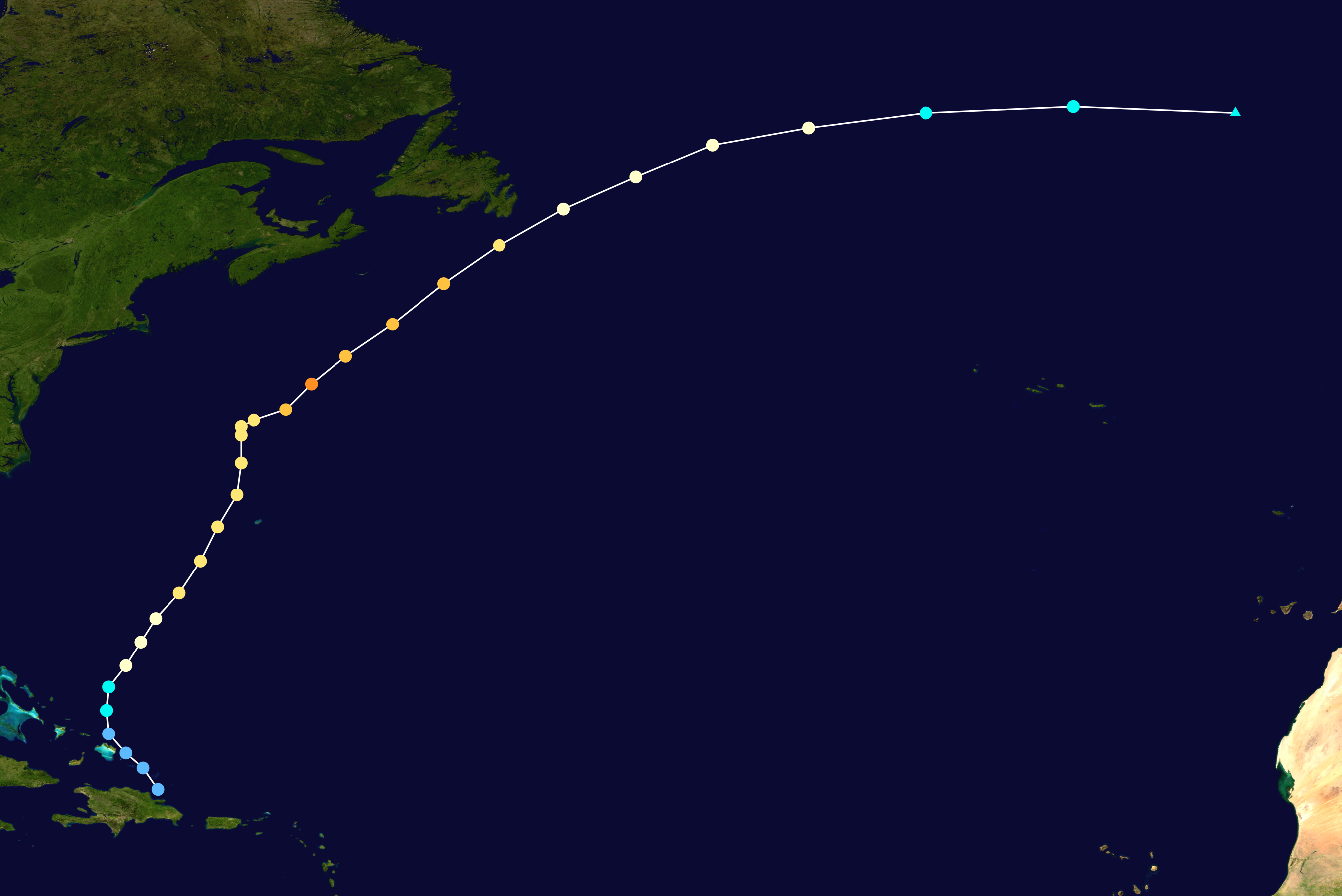
Zugbahn von Debby

Eine Wetterstörung bildete sich vor der Küste Westafrikas am 3. September. Diese Störung war klein und undeutlich und konnte innerhalb von 24 Stunden nicht mehr ausgemacht werden Satellitenaufnahmen ergaben, dass die Störung am 7. September eine Zirkulation aufbauen konnte, diese war jedoch am nächsten Tag verschwunden. Die übrig gebliebene tropische Welle wanderte am 11. September über die Kleinen Antillen und ein Aufklärungsflug wurde angesetzt. Dieser ergab, dass das System eine Zirkulation besaß, am nächsten Tag wurde jedoch nur noch eine starke Welle festgestellt. Die atmosphärischen Bedingungen änderten sich und wurden in den folgenden Tagen günstiger für eine Entwicklung, da in der Nähe von Hispaniola leichte Windscherung vorhanden war. Debby gelangte in dieses Gebiet und beim 13. Aufklärungsflug wurde am 13. September in der Nähe der Dominikanischen Republik das System als tropisches Tiefdruckgebiet klassifiziert.
Der 14. Aufklärungsflug ergab einen minimalen Luftdruck von 1005 hPa und Windgeschwindigkeiten von 70 km/h im Sturmzentrum, weswegen das NHC das System an Morgen des 14. Septembers zum Tropischen Sturm Debby erklärte. Es gab Zweifel, ob der weitere Verlauf von Debby durch einen näher kommenden Trog oder die Auswirkung eines Hochdruckrückens über dem Südosten der Vereinigten Staaten bestimmt würde. Die an das National Hurricane Center in Coral Gables übermittelten Daten ergaben dann, dass Debby vom Trog erfasst wurde und sich nordwärts von Land wegbewegte. Debby intensivierte sich weiter und wurde spät am 14. September zu einem Hurrikan, der sich bei der Annäherung an Bermuda zu einem Hurrikan der Kategorie 2 auf der Saffir-Simpson-Hurrikan-Windskala entwickelt hatte. Am 16. September passierte Debby die Insel etwa 130 km weiter westlich und setzte den Weg nach Norden fort.
Die Vorwärtsgeschwindigkeit von Debby nahm am 17. September auf 8 km/h ab, als sich ein anderer Trog in der Westwindzone näherte, der Debby dann auch erfasste. Die Vorwärtsgeschwindigkeit nahm dann auf 50 km/h zu und in diesem Zeitraum erreichte Debby ihren Höhepunkt als Hurrikan der Kategorie 4 mit Windgeschwindigkeiten von 215 km/h und einem minimalen Luftdruck von 950 hPa. Debby zog direkt südlich an Kap Race vorbei und schwächte sich auf dem Weg ostwärts über den Atlantik ab. Debby behielt Hurrikanstärke bei, als sie den Nordatlantik überquerte und schwächte sich am 20. September um 6:00 UTC zu einem tropischen Sturm ab, bevor sie über den Britischen Inseln absorbiert wurde.
Erstmals bei Debby führte die United States Navy bei ihren P-3-Flügen (man nennt diese Flugzeuge auch Hurricane Hunter) eine neue Erkundungsmission durch. Dabei wurden Omega-Radiosonden abgesetzt, die Signale in sehr niedrigem Frequenzbereich sendet. Diese Signale dienen der Bestimmung der Richtung und Geschwindigkeit der Sonde in Relation zur Bewegung des Flugzeuges.

## Vorbereitungen und Auswirkungen
Touristen verließen zu Tausenden Bermuda mit dem Flugzeug, als Debby sich mit Windgeschwindigkeiten um 185 km/h der Insel näherte und vorausgesagt wurde, dass das Sturmzentrum am nächsten Tag über die Insel hinwegziehen würde. Fluggesellschaft strichen Flüge von und nach Bermuda, Gebäude wurden mit Holzplatten geschützt und am Tag vor der Ankunft des Sturmes eilten Boote und Schiffe in ihre Häfen. Rettungsteams evakuierten Arbeiter von einer Ölplattform der Gesellschaft Mobil, die in Debbys Pfad lag, als der Sturm sich näherte.

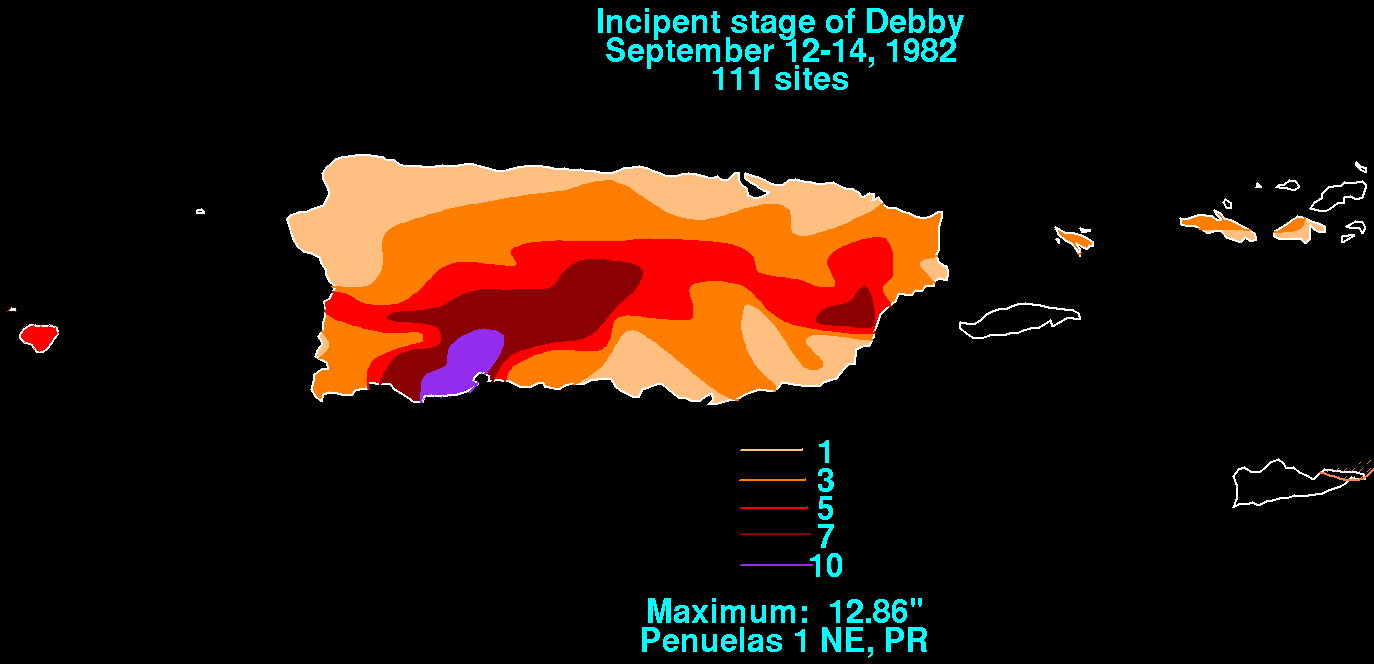
Niederschlagskarte für Debby

Die Niederschlagsmengen durch Debby in Puerto Rico reichten von etwa 75 mm am nördlichen Ende bis zu 250 mm im Süden der Insel, wobei der höchste Wert mit 327 mm in Peñuelas gemessen wurde. Die Amerikanischen Jungferninseln meldeten Niederschlagsmengen von 75 bis 125 mm. Starkregen wurde auf Neufundland verzeichnet, ohne dass es dort zu Schäden kam. Nova Scotia meldete Wind in Orkanstärke. Schwere Sturmböen verursachten auf Bermuda kleinere Sachschäden, ohne dass Personen zu Schaden gekommen sind. Die Stromversorgung war kurz unterbrochen, wurde aber schnell wieder hergestellt.
Der Name Debby wurde trotz der Intensität des Sturmes aufgrund des Fehlens von Schäden nicht von der Liste der Namen tropischer Wirbelstürme gestrichen, sondern  1988, 1994, 2000 und 2006 wiederverwendet; er steht auch auf der Namensliste für die Saison 2012.